# Pauesia soranumensis
Pauesia soranumensis är en stekelart som beskrevs av Watanabe och Hajimu Takada 1965. Pauesia soranumensis ingår i släktet Pauesia och familjen bracksteklar. Arten är reproducerande i Sverige. Inga underarter finns listade i Catalogue of Life.